# 律师执业准入
当律师获得执业执照时，就意味著可以正式从事法律工作。在世界各國，要成为一名律师，途徑有多種多樣。在所有司法管辖区，對律師的要求基本上有兩點是相同，分別是年龄和能力。而各地對法律學位、司法考試以及律師事務所實習等方面的要求則各不相同。